# Pablo Mármol
Pablo Mármol (Bernard "Barney" Rubble en inglés original) es un personaje de la productora estadounidense Hanna-Barbera Productions creado para la serie de televisión de dibujos animados "Los Picapiedra". Es el inseparable amigo, compañero y vecino del protagonista principal, Pedro Picapiedra, quien en la mayoría de los episodios lo llama "Enano" por su baja estatura.

## Apariencia y personalidad
El personaje es tranquilo e inseguro, así como muy reflexivo. Sin embargo, siempre se deja arrastrar por la impetuosa personalidad de su amigo Pedro Picapiedra (quien con cariño y frecuentemente lo llama "Enano" en lugar de utilizar su nombre, debido a su baja estatura y "Cara de Ostión" cuando está enfadado con él) por quien siente una especial amistad. Pablo es más inteligente y sensato que Pedro, también él y Betty parecen llevarse mejor que Pedro y Vilma. Pablo es más "honrado" que Pedro (en el sentido de que es él quien sugiere decir la verdad cuando se meten en algún embrollo, aunque siempre termine siguiendo los planes que traza su amigo). Podría decirse que ambos amigos al ser tan opuestos se complementan a la perfección.

## Familia
Pablo Mármol está casado con Betty Mármol (quien cariñosamente lo llama "Cuchi Cuchi"), con la cual tiene adoptado un hijo de fuerza descomunal, Bam-Bam. La madre de Pablo es doña Gertrudis Bodoque de Mármol. Este dato es revelado por Pedro Picapiedra en el capítulo 20 de la Temporada 2, al hojear un álbum de foto grabados de infancia. En dicho álbum puede verse que Pablo y Pedro son amigos desde que eran bebés. 
Pablo Mármol es sobrino de Rajuela, menciona vivir al norte de Granito, avenida Presa 142. Domicilio de la hermana de Granito. 
Las principales aficiones de Pablo son jugar a los bolos y las reuniones de la logia de los Búfalos Mojados, al igual que su amigo Pedro Picapiedra.
Su profesión nunca se reveló en la serie, aunque no era compañero de Pedro en la cantera -las películas alteraron esto haciéndolos compañeros de trabajo-. 
Conduce un troncomóvil mucho más pequeño que el de Pedro.

## Créditos
El personaje está realizado por Hanna-Barbera, dibujantes también de diversos personajes como Jonny Quest y Los Supersónicos.
En inglés era interpretado por Mel Blanc. En la versión para América Latina y España era interpretado por Julio Lucena en ocasiones cuando no lo doblaba Jorge Arvizu; en las películas con actores era interpretado por Francisco Colmenero, y en un programa especial fue interpretado por Alfonso Obregón.